# Tanja Juing
Tanja Juing (engl. Tanya Ewing; 1968 – ) inovatorka je uređaja za nadgledanje potrošnje struje, vode i gasa.
Za Tanju Juing, domaćicu iz Velike Britanije, ni teška, Lajmska bolest, od koje boluje, nije predstavljala prepreku da se posveti iznalaženju načina za kontrolu troškova energije u javnim ustanovama, preduzećima i domaćinstvima. 
Uređaj Ewgeco, ocenjen je kao izuzetno koristan, a ona je za svoj izum, u 2008. godini, dobila godišnju nagradu Globalne mreže inovatorki.
Ewgeco, na LCD ekranu, vrlo pojednostavljenim prikazom, sličnim onom na semaforu, prikazuje kada potrošnja iz zelene prelazi u žutu odnosno crvenu fazu. U zelenoj fazi potrošnja je skromna i prihvatljiva. U žutoj fazi, korisnik dobija upozorenje da se potrošnja povećava, dok je u crvenoj fazi korisnik upozoren da se potrošnja znatno povećala i da je potrebno smanjiti. 
Izum Ewgeco uređaja, inspirisan je viskim računima za utrošak struje, vode i gasa. Tanja smatra, da veliki broj ljudi nije svestan bespotrebnog utroška energije u domaćinstvu i da će Ewgeco pomoći da se računi drže pod kontrolom, da se smanji emisija štetnih gasova koji nastaju proizvodnjom energije, a značajan je i pozitivan uticaj na globalno zagrevanje.
U proizvodnju prototipa, zaštitu autorskih prava i sopstvenu kompaniju, Tanja Juing, uložila je kuću u kojoj živela. Za samo 18 meseci, od izuma, Ewgeco je doživeo izuzetan tržišni uspeh, a Tanja je uspela da zadrži svoju kuću.